# Асмер, Марко
Ма́рко А́смер (эст. Marko Asmer; родился 30 июля 1984 года в Таллине, Эстонская ССР, СССР) — потомственный эстонский автогонщик. Чемпион Британской Формулы-3 (2007).

## Общая информация
Отец Марко Асмера — известный советский спортсмен, спортивный деятель и эстонский политик Тойво Асмер. 
Марко окончил 9 классов Пиритаской экономической гимназии и затем учился в гимназии частного эстонского вуза — Эстонской бизнес-школы (Estonian Business School).

## Спортивная карьера

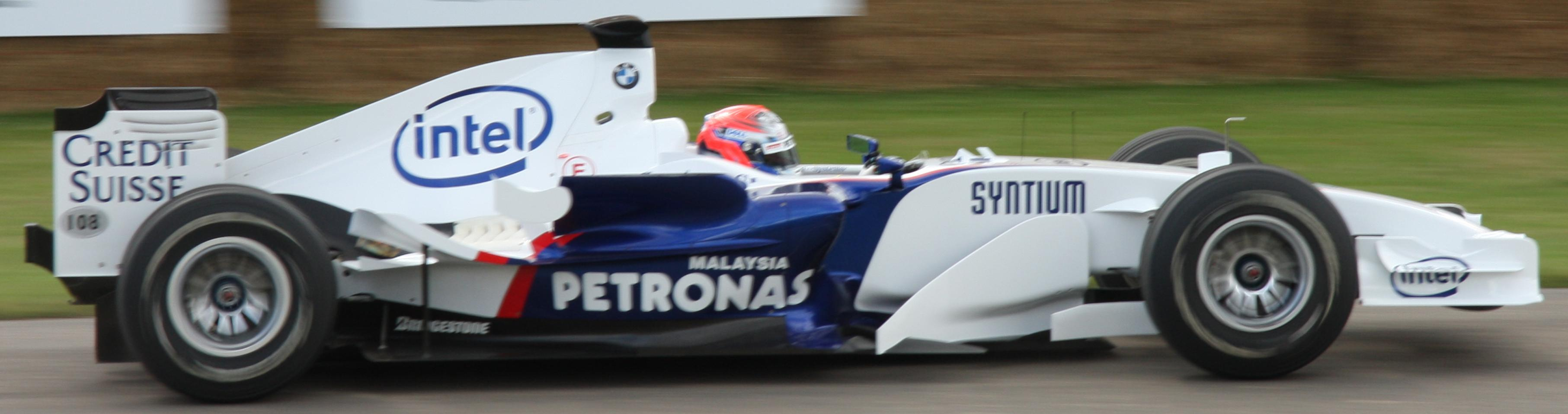
Марко Асмер на BMW Sauber F1.06, Фестиваль скорости в Гудвуде, 2008 год

Как и многие гонщики того времени Асмер-младший начал свою карьеру с картинговых соревнований: впервые сев за руль подобной техники в 1995 году, он за следующие семь лет неоднократно становился чемпионом Эстонии в различных классах, а также участвовал в чемпионатах Европы и мира.
В 2003 году Марко Асмер попробовал себя в гонках формульных серий, переехав в Великобританию: ему удалось подписать контракт с одной из команд местной Формулы-Форд. Дебютный год прошёл достаточно удачно: эстонец демонстрировал неплохую скорость в тренировках и квалификациях, побеждал в гонках регулярного сезона, стал вторым в фестивале серии. В июне удалось найти финансирование на участие в британском этапе сильного по составу Еврокубка Формулы-Рено V6, где сразу же удаётся набрать очки. В этом же сезоне менеджмент пилота наладил контакты с автоспортивным подразделением концерна BMW, который в следующие несколько лет будет поддерживал карьеру Асмера и приглашал его на тестовую работу в свои команды в Формуле-1.
Марко стал первым эстонцем, работавшим в полубоевых условиях с болидом Формулы-1: в 2003 году, в рамках одной из тестовых сессий команды Williams F1, ему доверили вывести автомобиль на трассу.
Почувствовав возможность быть конкурентоспособным и среди более опытных гонщиков, эстонец в 2004 году перешёл в гонки Формулы-3, подписав контракт с командой Hitech Racing британского чемпионата. Ему вновь удалось достаточно быстро привыкнуть к незнакомой для себя технике, регулярно финишировать в Top10. Марко Асмер провёл в подобных гонках четыре года, приняв участие в сотне стартов, и в 2007 году выиграл британское первенство, финишировав первым в половине гонок чемпионата. В отдельных стартах лучше других ему удалось Гран-при Макао 2007 года, где квалифицировавшись вторым, Асмер финишировал четвёртым по итогам основной гонки, показав быстрейший круг.
В 2007 году автомобильный журналом «Autosport» включил Марко Асмера в список 50 лучших автогонщиков. 
В 2008 году эстонец провёл сезон в Евросерии 3000 и GP2, где ничем особым не запомнился: в первом чемпионате из-за технических проблем он так и не провёл ни единой гонки, а во второй Асмер хоть и регулярно выходил на старт, но предоставленная ему техника была не конкурентоспособна. Неудачный год отпугнул от Асмера всех потенциальных спонсоров, а изменение спортивного регламента в Формуле-1 вынудило и руководство компании «BMW» прекратить с ним отношения.
Менеджмент пытался пристроить эстонца в какое-нибудь первенство, но всё, чего он смог добиться в следующие несколько лет, были единичные старты в сериях, которые Асмер уже давно перерос по своему пилотскому умению.

## Статистика результатов в моторных видах спорта

### Сводная таблица
| 2003 | Британская Формула-Форд        | Panasonic Batteries Racing | 20         | 1          | 2          | 2          | 252        | 11-й       |
| 2003 | Фестиваль Формулы-Форд         | Hitech Racing              | 3          | 1          | 0          | 1          |            | 2-й        |
| 2003 | Еврокубок Формулы-Рено V6      | SRTS                       | 2          | 0          | 0          | 0          | 6          | 19-й       |
| 2004 | Британская Формула-3           | Hitech Racing              | 24         | 0          | 2          | 0          | 87         | 10-й       |
| 2004 | F3 Masters                     | Hitech Racing              | 1          | 0          | 0          | 0          |            | 16-й       |
| 2004 | Суперприз Бахрейна Ф3          | Carlin Motorsport          | 1          | 0          | 0          | 0          |            | 6-й        |
| 2004 | Гран-при Макао Ф3              | Hitech Racing              | 1          | 0          | 0          | 0          |            | 11-й       |
| 2005 | Британская Формула-3           | Hitech Racing              | 21         | 2          | 1          | 0          | 163        | 4-й        |
| 2005 | F3 Masters                     | Hitech Racing              | 1          | 0          | 0          | 0          |            | 7-й        |
| 2006 | Японская Формула-3             | Three Bond Racing          | 18         | 0          | 1          | 1          | 124        | 7-й        |
| 2006 | Гран-при Макао Ф3              | Hitech Racing              | 1          | 0          | 0          | 0          |            | 13-й       |
| 2007 | Британская Формула-3           | Hitech Racing              | 22         | 10         | 9          | 11         | 293        | 1-й        |
| 2007 | Японская Формула-3             | Three Bond Racing          | 8          | 0          | 0          | 0          | 31         | 10-й       |
| 2007 | F3 Masters                     | Hitech Racing              | 1          | 0          | 0          | 0          |            | 10-й       |
| 2007 | Гран-при Макао Ф3              | Hitech Racing              | 1          | 0          | 1          | 0          |            | 4-й        |
| 2008 | Евросерия 3000                 | TP Formula                 | 0          | 0          | 0          | 0          | 0          | НК         |
| 2008 | GP2                            | FMS International          | 13         | 0          | 0          | 0          |            | НК         |
| 2008 | Формула-1                      | BMW Sauber F1              | тест-пилот | тест-пилот | тест-пилот | тест-пилот | тест-пилот | тест-пилот |
| 2010 | Австрийский кубок Формулы-Рено | Scuderia Nordica           | 1          | 1          | 1          | 1          | 20         | 15-й       |
| 2011 | Международный трофей Формулы-3 | Double R Racing            | 5          | 0          | 0          | 0          | 0          | НК         |